# Fritz Hampel
Pour les articles homonymes, voir Hampel.
Fritz Oskar Hampel (né le 24 avril 1895 à Crimmitschau, mort le 10 août 1932 à Koserow) est un écrivain, journaliste et caricaturiste allemand, sous le pseudonyme de Slang.

## Biographie
Hampel était le fils d'un typographe autrichien naturalisé dans le Royaume de Saxe. De 1908 à 1914, il va au séminaire de Waldenburg. D'abord réformé par l'armée, il devient enseignant dans la région de Leipzig, puis est convoqué en 1916 et déclaré apte au début de l'année 1918.
Après la guerre, il devient enseignant à l'école de Neuschönefeld, dans la banlieue de Leipzig. En 1919, il commence à écrire dans Der Drache, un journaliste satirique de Leipzig ; son propriétaire Hans Reimann est son premier modèle dans le journalisme. Hampel se réfère d'abord à la libre-pensée puis est membre du Monistenbund, du SPD, de l'USPD et en 1922 du KPD. En 1921, il fait la connaissance d'Erich Weinert qui écrit dans Der Drache.
En 1924, Hampel vient à Berlin et écrit et dessine dans Die Rote Fahne, où il obtient une popularité. Pour répondre à Paul Schlesinger qui a Sling pour pseudonyme, il prend le pseudonyme de Slang. Au cours des trois prochaines années Hampel a écrit en plus de nombreux articles et caricatures des relais de propagande comme Die lebendige Zeitung et Panzerkreuzer Potemkin. En 1927, il est nommé parfois rédacteur. En 1928, il est un fondateur de l'Association des écrivains prolétariens révolutionnaires.
En 1929, il est condamné à 2 ans et demi de prison pour diffamation, tentative de trahison et haute trahison littéraire dans plusieurs procédures à Moabit, Gollnow, Leipzig et Auerbach. En prison, il peut écrire sans censure après deux brochures insurrectionnels. Sorti en 1932, il participe à la campagne électorale du KPD pour l'élection au Reichstag en juillet.
Hampel meurt en nageant d'une insuffisance cardiaque. Il est enterré dans le Mémorial des socialistes au cimetière central de Friedrichsfelde ; Albert Norden et Erich Weinert lisent des oraisons funèbres.